# 大崎ウエストシティタワーズ
大崎ウエストシティタワーズ（おおさきウエストシティタワーズ）は、東京都品川区大崎二丁目（大崎副都心）で行われた街に開かれた広場を持つ環境配慮型再開発で整備された施設群。

## 概要
工場に隣接し、老朽化した木造住宅・住商併用施設が密集していた地域を、都市再生特別地区に認定された「大崎駅西口中地区第一種市街地再開発事業」よって、住宅をメインとする再開発が行われ、4層の低層住宅棟、38層、39層の高層住宅棟、7層の業務棟が建てられた。事業費は約496億円。
建物は同様に再開発で誕生したThinkParkや大崎ニューシティなどとデッキで繋がり、大崎駅南口に直結している。
敷地内の空地は一般に開放された散歩道、緑地、広場となっており、それらに面し店舗が立地する。

### 高層住宅棟
ツインタワーの高層住宅棟はE（イースト）棟、W（ウエスト）棟の2棟からなり、おおむね斜め45度にずらして配置して見合いを防いでいる。駅側からのオフィスとの調和を考え、生活感をできるだけ出さないようにミニマムバルコニーとガラスカーテンウォールを用いた。
地階に駐車場、1階にエントランス、ラウンジ、店舗、2階から4階にゲストルーム、プライベートガーデン、保育園、オフィスなどを設け、5階以上を住戸とした。上層階にはメゾネット住戸が24戸用意された。
駅までデッキを歩いて3分であることから「山手ダイレクト」をキャッチコピーとして売り出され、価格は1LDKタイプが4000万円台、2LDKタイプが6000万円台、3LDKタイプが9000万円台だった。

### 業務棟
高層住宅棟との調和を考慮し、外観にテラコッタルーバーを用いて暖かみを付加した。

### 低層住宅棟
百反通り沿いに賑わいを醸し出す装置として、教室、趣味室、温室、リビンクの延長などオープンな機能に利用されることを想定し、αルーム付の住戸を設けた。

## 沿革
- 2002年（平成14年）9月 - 都市計画決定。
- 2006年（平成18年）12月 - 着工。
- 2009年（平成21年）9月 - 工事完了。